# Sugamoto Gaku
Gaku Sugamoto (菅本 岳 Sugamoto Gaku, sinh ngày 10 tháng 9 năm 1994) là một cầu thủ bóng đá người Nhật Bản. Anh thi đấu cho Grulla Morioka.

## Sự nghiệp
Gaku Sugamoto gia nhập câu lạc bộ J3 League Grulla Morioka năm 2017.